# الهدف (فلم)
الهدف (هانغل: 표적; RR: Pyojeok) هو  فيلم حركة وإثارة كوري جنوبي إنتاج عام 2014 بطولة Ryu Seung-ryong, Lee Jin-wook, Yoo Jun-sang و Kim Sung-ryung, وإخراج  Yoon Hong-seung (ويعرف أيضا باسمه المستعار تشانغ). وهو إعادة صناعة للفيلم الفرنسي Point Blank عام 2010  .
اصدر في 30 أبريل , 2014 في كوريا الجنوبية، الفيلم عرض أيضا في منافسة رواق ميدنيت سكرينينغ في مهرجان كان السينمائي 2014.

## القصة
تدور أحدث هذا الفيلم حول مرتزق وهو رئيس قوات الشرطة يدعى 'سونغ غي تشيول خطط لعميلة قتل مع رئيس عصابة ولصق التهمة لي بك سونغ هون1 معتقدا أن لا أقارب له، وعندما يذهب لستلام وثائق من أحد المكاتب يرافقه أخوه بك يو هون2، وفي المصعد لعبوا لعبة مقص ورقة حجر، يفوز بك سونغ هون1 ويدخل بك يو هون1 يجد شخص مقتول ويُسمع طلقة رصاص في البناية ولاحقته أفراد مرتزقة لقتله وفي أحد شوارع صدمته سيارة وينقل إلى المستشفى وهو مصاب بطلقة نارية وهناك الطبيب المسؤل إي تي قون يعالجه، وعندما كان الطبيب في بيته نزل من على الدرج وبه فجأة يهاجم من شخص مقنع بضربة قوية أفقدته الوعي، يخطف زوجته من أجل أن يساعده لاخراج أخيه من المستشفى، ،

## وصلات خارجية
- الموقع الرسمي
 (كورية)
- الهدف  على فيسبوك. (كورية)
- الهدف at the Korean Movie Database
- مقالات تستعمل روابط فنية بلا صلة مع ويكي بيانات
- الهدف على هانسينما

لا توجد روابط لمواقع التواصل الاجتماعي.